# Jan Hoet

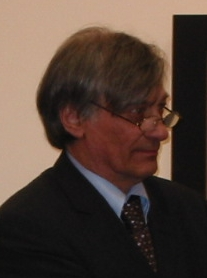
Jan Hoet (2005)

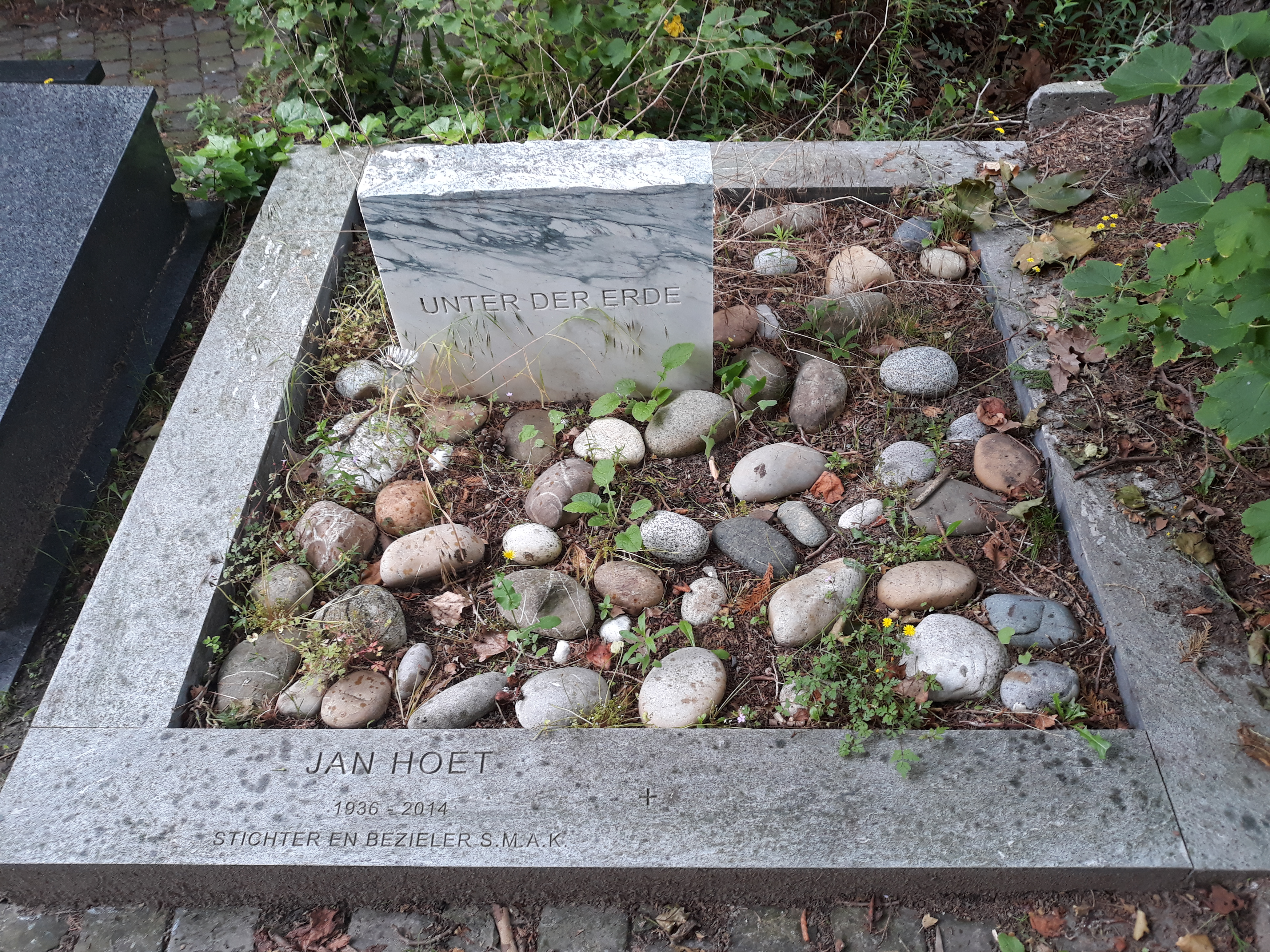
Das Grab von Jan Hoet auf dem Friedhof Sint-Amandsberg in Gent

Jan Hoet (* 23. Juni 1936 in Löwen, Belgien; † 27. Februar 2014 in Gent, Belgien) war ein belgischer Kunsthistoriker und Ausstellungskurator.

## Leben und Werk
Hoet studierte Kunstgeschichte und Archäologie. Er wurde mit dem Thema Victor Servranckx und die Ersten Abstrakten in Belgien promoviert. 1970 übernahm Hoet eine Professur für Ästhetik an der dortigen Kunstakademie. Seit 1975 leitete er das Museum van Hedendaagse Kunst in Gent. Seit 1999 war er Direktor des neu eröffneten Stedelijk Museum voor Actuele Kunst (S.M.A.K.) in Gent in Belgien.

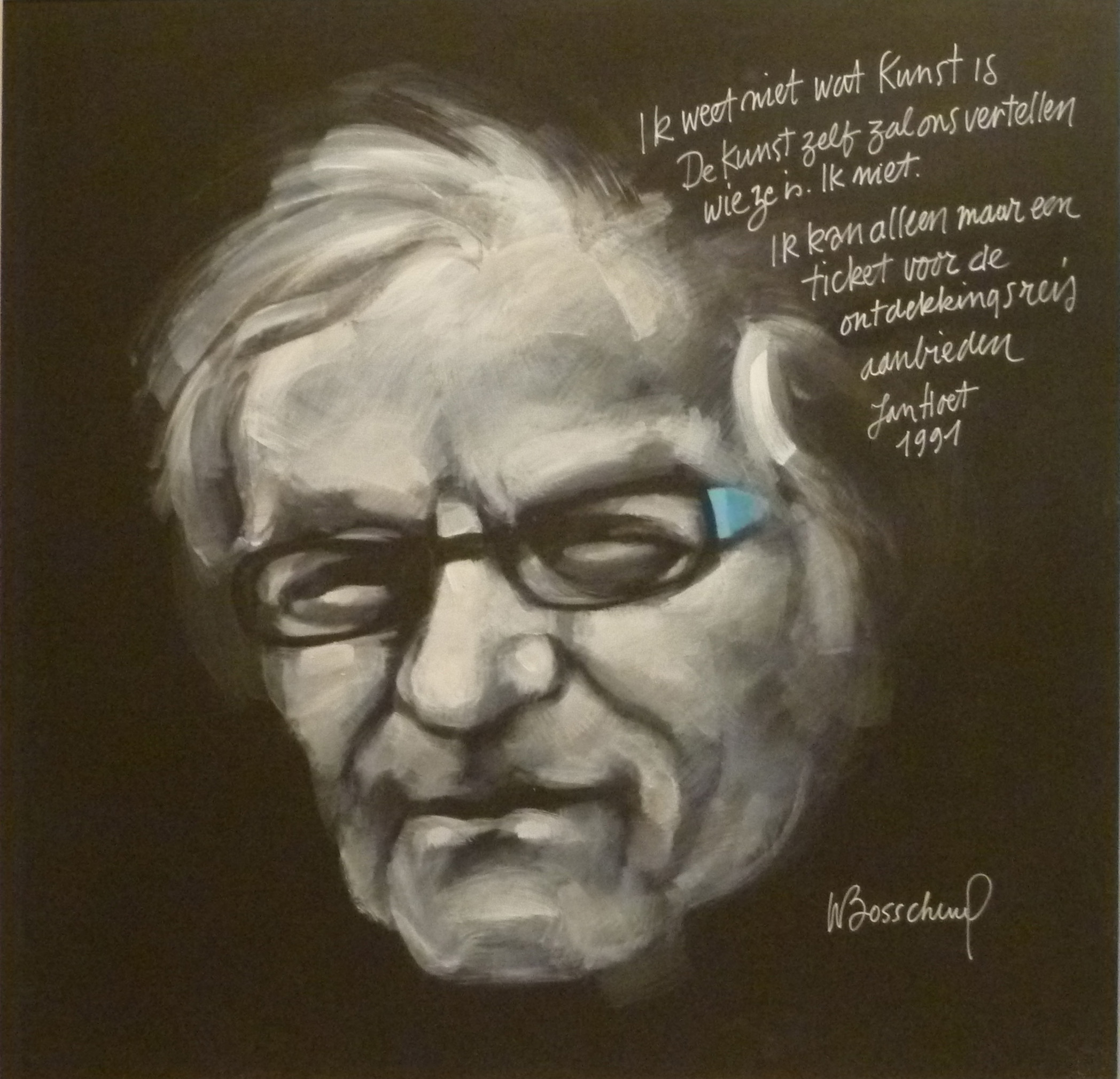
Jan Hoet (2014) vom belgischen Maler Willy Bosschem

Daneben war Hoet Kurator zahlreicher internationaler Ausstellungen für Gegenwartskunst, u. a. Chambres d'amis in Gent. Für eine gewisse Zeit wurde mit diesem Ausstellungskonzept die Grenze zwischen Kunst und Alltag aufgehoben. In Deutschland bekannt wurde er als künstlerischer Leiter der Documenta IX (1992) in Kassel. Von 2003 bis 2008 leitete er das MARTa Herford, ein Museum für zeitgenössische Kunst und Design in Herford. Bereits die erste Ausstellung verlief skandalös, weil die Kreisbehörde meinte, die Werke des ausgestellten norwegischen Künstlers Bjarne Melgaard seien jugendgefährdend. Danach arbeitete er als Kurator des Projekts colossal im Osnabrücker Land.
Im Mittelpunkt der letzten Ausstellung, die Jan Hoet vor seinem Tod konzipieren konnte, stehen das Meer und dessen Rolle als Inspirationsquelle in der Kunstgeschichte. Nach Hoets Tod führte sein Co-Kurator Phillip Van den Bossche die Ausstellungsplanungen zum Abschluss. Unter dem Titel „Das Meer  – Salut d’honneur Jan Hoet“ war die Präsentation vom 23. Oktober 2014 bis 19. April 2015 an verschiedenen Orten in Ostende zu sehen. Hauptschauplatz war das Kunstmuseum aan zee (Mu.ZEE).

## Auszeichnungen und Ehrungen
- Ehrendoktor der Universität Gent
- Mitglied der Akademie der Künste, Berlin
- Ritter des belgischen Leopoldsordens
- Ritter des belgischen Kronen-Ordens
- Chevalier de l’Ordre des Arts et des Lettres
- Erhebung in den Adelsstand als Ritter durch den König von Belgien
- Künstlerischer Berater des Königs und der Königin von Belgien
- Bundesverdienstkreuz I. Klasse
- Goethe-Medaille 1991
- Am 13. Juli 2004 wurde der Asteroid (12534) Janhoet nach ihm benannt.